# مازوبن علیا
مازوبن علیا، روستایی از توابع بخش نشتا واقع در شهرستان تنکابن در استان مازندران در ایران است. طبیعت این روستا متنوع است و از سویی فاصله ای کوتاه تا دریا دارد و از طرفی منتهی به جنگل و کوهستان است. هوای آن در تابستان شرجی و در زمستان سرد و خشک می‌باشد.

## جمعیت
این روستا در دهستان کترا قرار دارد و براساس سرشماری مرکز آمار ایران در سال ۱۳۸۵، جمعیت آن ۵۴۸ نفر (۱۶۲خانوار) بوده‌است.